# قائمة الأماكن البرية حسب انخفاضها تحت مستوى البحر
فيما يلي قائمة بالأماكن على الأرض التي تقع تحت مستوى سطح البحر المتوسط.
المواقع التي تم إنشاؤها بشكل مصطنع مثل الأنفاق والمناجم والأقبية والحفر المحفورة، وكذلك الأماكن تحت الماء أو تلك المعرضة مؤقتًا بسبب المد والجزر، ليست مدرجة. ومع ذلك، يتم تضمين الأماكن التي يتم فيها ضخ مياه البحر ومياه الأمطار مدرجة. تتطلب المواقع الطبيعية تمامًا تحت مستوى سطح البحر عادةً مناخًا جافًا؛ وإلا فإن المطر سيتجاوز التبخر ويملأ المنطقة.
جميع الأرقام بالأمتار تحت مستوى سطح البحر المتوسط (كما هو محدد محليًا)، مرتبة حسب العمق، من الأدنى إلى الأعلى:

## إفريقيا
| # | المنطقة                    | الدولة    | العمق             | ملاحظات                            |
| - | -------------------------- | --------- | ----------------- | ---------------------------------- |
| 1 | بحيرة عسل                  | جيبوتي    | −153 م (−502 قدم) | في مثلث العفر: أدنى أرض في أفريقيا |
| 2 | منخفض القطارة              | مصر       | −133 م (−436 قدم) |                                    |
| 3 | منخفض داناكيل [الإنجليزية] | إثيوبيا   | −125 م (−410 قدم) | في مثلث العفر                      |
| 4 | سبخة طاح                   | المغرب    | −55 م (−180 قدم)  | جهة العيون-بوجدور-الساقية الحمراء  |
| 5 | سبخة غزيل                  | ليبيا     | −47 م (−154 قدم)  |                                    |
| 6 | بحيرة قارون                | مصر       | −43 م (−141 قدم)  |                                    |
| 7 | شط ملغيغ                   | الجزائر   | −40 م (−131 قدم)  |                                    |
| 8 | شط الغرسة                  | تونس      | −17 م (−56 قدم)   |                                    |
| 9 | سبخة ندرهامشا              | موريتانيا | −5 م (−16 قدم)    |                                    |

### أنتاركاتيكا
| # | المنطقة                              | الدولة | العمق                  | ملاحظات                            |
| - | ------------------------------------ | ------ | ---------------------- | ---------------------------------- |
| 1 | الوادي الواقع تحت نهر دينمان الجليدي |        | −3,500 م (−11,500 قدم) | هذه هي أدنى نقطة طبيعية على الأرض. |
| 2 | نهر بيرد الجليدي                     |        | −2,780 م (−9,121 قدم)  | [ 3 ]                              |
| 3 | بحيرة ديب، تلال فيستفولد             |        | −50 م (−164 قدم)       |                                    |

### آسيا
| #  | المنطقة                   | الدولة                                            | العمق               | ملاحظات                        |
| -- | ------------------------- | ------------------------------------------------- | ------------------- | ------------------------------ |
| 1  | البحر الميت               | الأردن - فلسطين                                   | −430 م (−1,411 قدم) | أدنى أرض في آسيا والعالم.      |
| 2  | جسر الملك حسين            | الأردن - الضفة الغربية                            | −381 م (−1,250 قدم) | أدنى معبر مائي ثابت في العالم. |
| 3  | نئوت هكيكار [الإنجليزية]  | فلسطين                                            | −345 م (−1,132 قدم) |                                |
| 4  | أريحا                     | الضفة الغربية                                     | −258 م (−846 قدم)   |                                |
| 5  | بحيرة طبريا               | فلسطين                                            | −214 م (−702 قدم)   |                                |
| 6  | طبريا                     | فلسطين                                            | −207 م (−679 قدم)   |                                |
| 7  | منخفض توربان [الإنجليزية] | الصين                                             | −154 م (−505 قدم)   | [ 4 ]                          |
| 8  | منخفض بحر قزوين، كاراجيه  | كازاخستان                                         | −138 م (−453 قدم)   | حوض بحر قزوين                  |
| 9  | بيسان                     | فلسطين                                            | −122 م (−400 قدم)   |                                |
| 10 | بحر قزوين وشواطئه         | روسيا – كازاخستان – أذربيجان – إيران – تركمانستان | −28 م (−92 قدم)     | حوض بحر قزوين                  |
| 11 | هاشيرو غاتا               | اليابان                                           | −4 م (−13 قدم)      |                                |
| 12 | كوتاناد [الإنجليزية]      | الهند                                             | −2 م (−7 قدم)       |                                |